# یوخاری مزرعه
یوخاری مزرعه (به لاتین: Yuxarı Məzrə) یک منطقه مسکونی در جمهوری آرتساخ است که در استان هادروت واقع شده است.